# 닛산 매그나이트
닛산 매그나이트는 일본의 자동차 기업 닛산이 인도 등의 신흥국 시장에서 생산 및 판매하는 소형 SUV이다.

## 상세

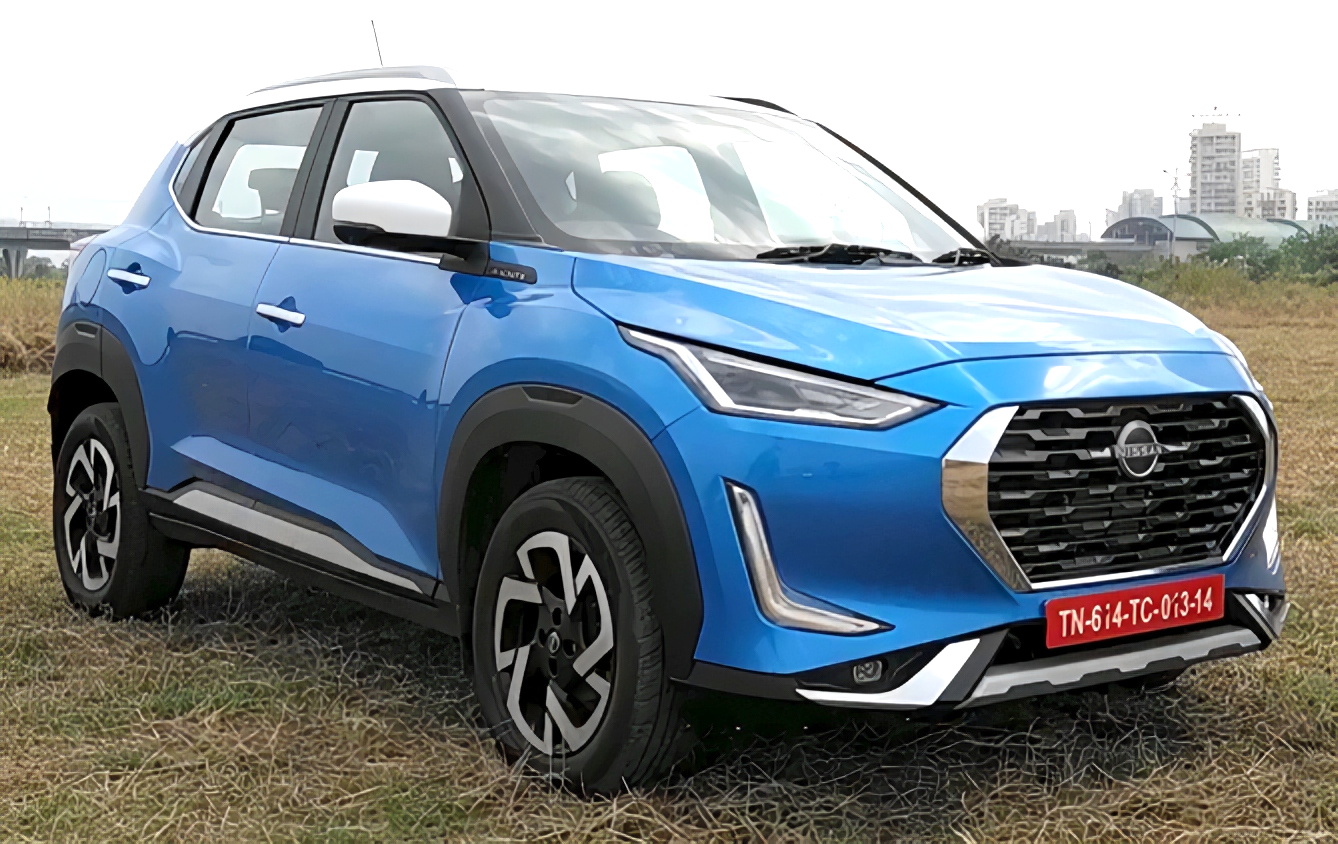
닛산 매그나이트 정측면

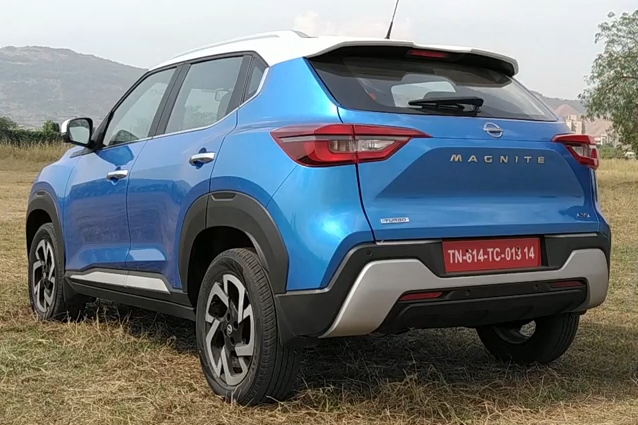
닛산 매그나이트 후측면

초기에는 닛산의 저가 브랜드인 닷선의 플래그쉽 SUV 모델로 개발되었지만, 닷선 브랜드가 단종 수순을 밟게 되면서 닛산에게로 넘어가게 되었다. 2020년 7월에 프로토타입 사양이 공개되었고, 3개월 뒤에 정식으로 출시가 되었다. 플랫폼은 르노 트라이버 및 카이거와 같이 CMF-A+ 플랫폼을 공유한다.

### 생산지
- 인도 첸나이

### 제원
| 구분          | 닛산 매그나이트           | 닛산 매그나이트          |
| ------------- | ------------------------- | ------------------------ |
| 전장(mm)      | 3,994                     | 3,994                    |
| 전폭(mm)      | 1,758                     | 1,758                    |
| 전고(mm)      | 1,572                     | 1,572                    |
| 휠 베이스(mm) | 2,500                     | 2,500                    |
| 공차 중량(kg) | 939 ~ 1,059               | 939 ~ 1,059              |
| 파워트레인    | 1.0L B4D형 가솔린 I3 엔진 | 1.0L HRA0형 I3 터보 엔진 |
| 변속기        | 5단 수동변속기            | X-트로닉 CVT 변속기      |